# The Defense Rests

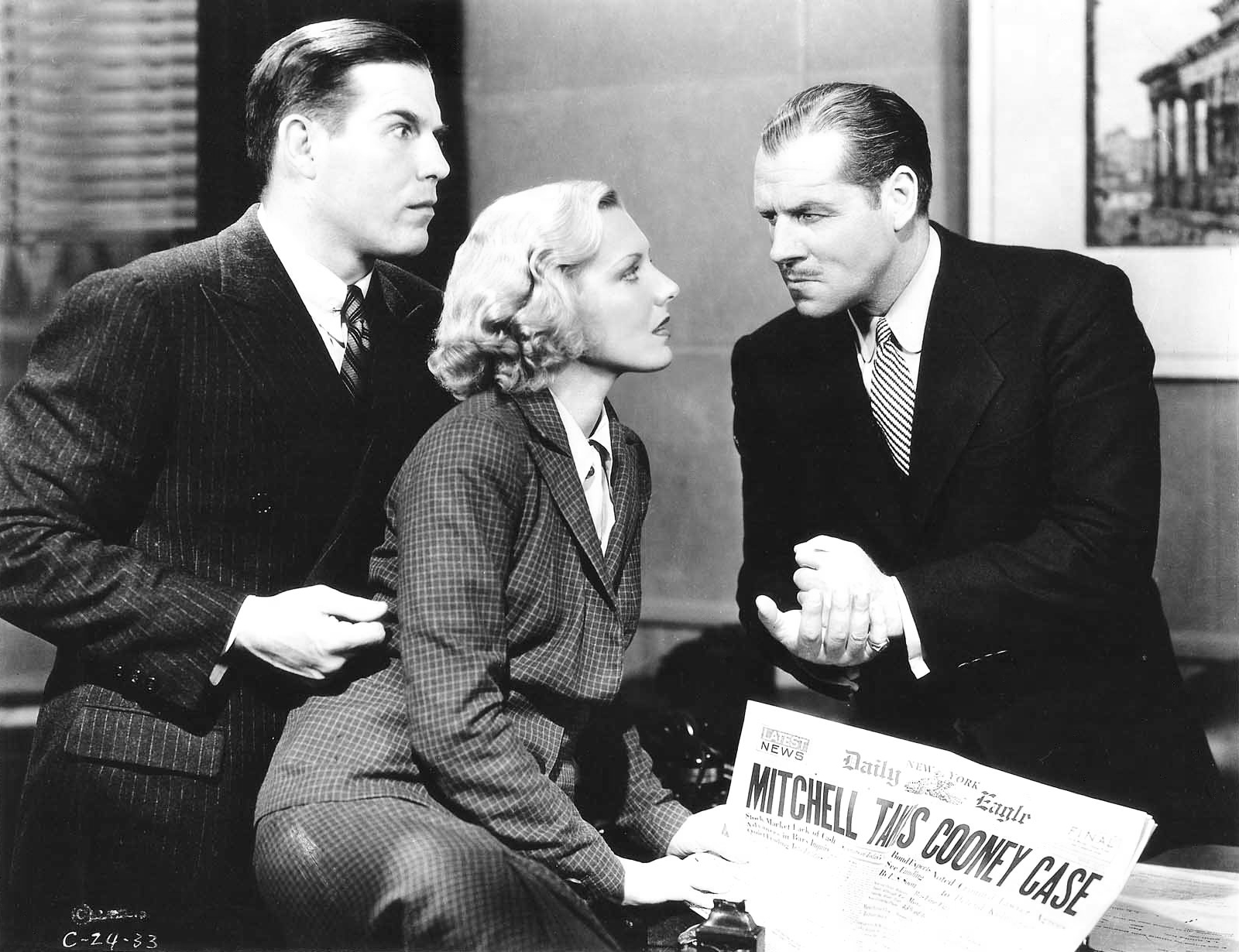
Nat Pendleton, Jean Arthur en Jack Holt in The Defense Rests (1934)

The Defense Rests is een Amerikaanse dramafilm uit 1934 onder regie van Lambert Hillyer met in de hoofdrollen Jack Holt, Jean Arthur en Nat Pendleton.

## Verhaal
Matthew Mitchell (Jack Holt) is een gewetenloze advocaat die er niet voor terugdeinst om alle mogelijke wettelijke trucs te gebruiken om zijn louche cliënten vrij te krijgen. Wanneer de pas afgestudeerde advocate Joan Hayes (Jean Arthur) als juridisch medewerker aan de slag gaat in Mitchells kantoor, besluit ze om hem te confronteren met zijn gedrag.
Tot ontsteltenis van Joan wordt Mitchell door de maffia gedwongen om een man te verdedigen die ervan beschuldigd wordt een kind te hebben ontvoerd en vermoord. Alweer lijkt een vrijspraak in de maak, maar als de moeder van het vermoorde kind uit protest zelfmoord pleegt in zijn kantoor, komt hij tot inkeer en verliest hij opzettelijk het proces door belastend bewijsmateriaal aan de openbare aanklager te bezorgen. Uiteindelijk wordt de volledige misdadigersbende opgerold en trouwt Mitchell met Hayes.

## Rolverdeling
| Acteur          | Personage        |
| --------------- | ---------------- |
| Jack Holt       | Matthew Mitchell |
| Jean Arthur     | Joan Hayes       |
| Nat Pendleton   | Rocky            |
| Arthur Hohl     | James Randolph   |
| Raymond Walburn | Austin           |
| Harold Huber    | Castro           |
| Robert Gleckler | Gentry           |
| Sarah Padden    | Mrs. Evans       |
| Shirley Grey    | Mabel Wilson     |
| Donald Meek     | Fogg             |
| Raymond Hatton  | Nick             |
| Ward Bond       | Good             |
| John Wray       | Cooney           |
| Vivian Oakland  | Mrs. Ballou      |
| Selmer Jackson  | Duffy            |
| J. Carrol Naish | Ballou           |
| Samuel S. Hinds | Dean Adams       |
| Lydia Knott     | Patient          |